# 亚利桑那州地理

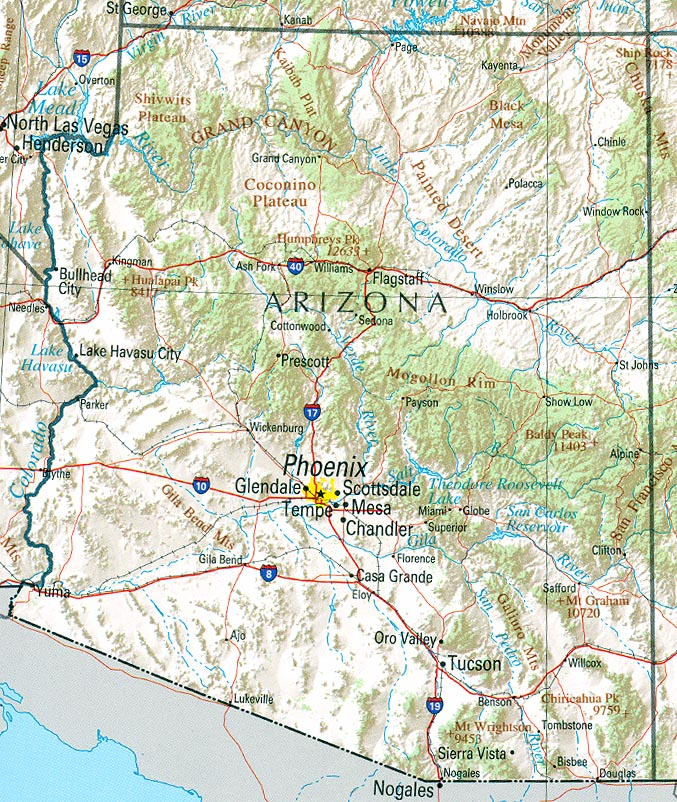
亚利桑那州地形图

亚利桑那州在美国的位置

亚利桑那州是美国西南地区的内陆州，北部与犹他州接壤，南部毗邻墨西哥索诺拉州，往东可达新墨西哥州，往西可至内华达州，与加利福尼亚州西面的墨西哥下加利福尼亚州仅隔一条科罗拉多河，因此有四角落州之称。
亚利桑那州总面积113,998平方英里（295,250平方），位美国第六大洲，水占总面积0.32%，是仅次于新墨西哥州（仅占0.19%）的美国第二缺水的州分。其最宽处跨度为335英里（539）、最长处跨度390英里（630），平均海拔4,000英尺（1,200）高。其地理中心位于亚瓦派县东南偏东55英里（89）处的普雷斯科特。

## 政治地理
亚利桑那州分为15个县，90个纳入城镇。亚利桑那州居民中有65%生活在马里科帕县，2000年人口普查显示该地人口3880181人。马里科帕县人口全州第四，比美国其他24个州分的人口要多。马里科帕县县城凤凰城是亚利桑那州的最大城市和首府。
接下来人口最多的县是皮马县，2000年人口普查显示该地人口有843746人。皮马县县城图森几乎是所有人口的集中地。总体而言，近80%的亚利桑那州居民住在马里科帕县和皮马县，但这两个县仅占全州总面积的16%。由于马里科帕县和匹马县的人口较多，两县主导着州的政治。
亚利桑那州有15%的土地是私有的，其他的土地主要包括公共森林和公园用地、美国原住民预留地、军事机构和由土地管理局持有的大片荒野。有21个获得联邦政府承认的部落位于亚利桑那州，每个部落实行半自治制度。绝大多数部落属纳瓦霍族，从人口和面积上来说，它是最大的美洲原住民保留地。纳瓦霍族保留地涵盖了亚利桑那州东北部全部地区以及部分新墨西哥州和犹他州，2000年人口普查显示该地人口180462人。

## 气候
由于该州面积大，高地广布，局部气候条件各式各样。总体而言，亚利桑那州大部分的降水较少，可归类为干旱气候和半干旱气候。北部地区和山区往往有凉爽的气候，而南部地区全年温和。

### 降雨量
亚利桑那州的降雨量受海拔和一年中的季节控制。初冬时节是降雨的高峰期，太平洋风暴系统横跨全州。而到了夏季，从墨西哥湾获得水分的湿润风从东南部扫入亚利桑那州。夏雨往往发生在雷雨天气，这是地面过热和充满水分的空气沿山脉提升而产生的结果。这些雷暴可导致大雨、短暂的扬尘，有时候还罕见地出现冰雹。降雨量最多的地区是亚利桑那州的中部和东南部的山脉，而亚利桑那州西南部的干旱地区有最干旱的条件。
可测量降雨量天数从旗杆地区的70天到尤马地区的15天不等。亚利桑那州海拔最高的地区每年可获得高达760毫米的降雨，而低海拔地区可接受到510毫米。州内最干燥的地方是西南地区，每年降水量不到76毫米。年均湿度值从旗杆的55%到尤马的23%不等。高温低湿及阳光的出现，亚利桑那州的蒸发比例很高。平均湖泊蒸发量从西南部的2000毫米到东北部的1300毫米不等。
尽管亚利桑那州的沙漠地区因温暖气候而著称，但亚利桑那州地区也会降雪。11月份到3月份，来自太平洋的风暴系统穿过该州，大雪积聚在中部和北部的山区。降雪地区南抵位于墨西哥南部边境的诺加利斯，冬季夜间该地会遇到零度以下的温度。

### 气温
由于气候干燥，稀疏的云层覆盖全州，日均温差、季节间温差变化较大。索诺兰沙漠白天气候常年温暖，而其他地区会定期遭遇到季节性寒冷气候。位于西南角的尤马，一月份气候为43—67 °F（6—19 °C）），七月份日间平均气温为81—107 °F（27—42 °C）。中部内陆的旗杆市一月份平均气温为14—41 °F（−10—5 °C），七月份气温为50—81 °F（10—27 °C）。亚利桑那州哈瓦苏湖城于1994年6月29日录得128 °F（53 °C）的最高气温，霍利湖于1971年1月7日录得−40 °F（−40 °C）的最低温。
| 亚利桑那州各城市月均平均高温和低温（°F） |       |       |       |       |       |        |        |        |        |       |       |       |
| 城市                                     | 1月   | 2月   | 3月   | 4月   | 5月   | 6月    | 7月    | 8月    | 9月    | 10月  | 11月  | 12月  |
| 凤凰城                                   | 67/46 | 71/49 | 77/54 | 85/60 | 95/69 | 105/78 | 107/83 | 105/83 | 101/77 | 89/65 | 76/53 | 66/45 |
| 图森                                     | 66/40 | 69/42 | 75/46 | 83/52 | 92/61 | 101/69 | 100/74 | 98/73  | 95/69  | 85/57 | 74/46 | 66/39 |
| 尤马                                     | 70/47 | 74/50 | 80/54 | 87/59 | 96/67 | 104/74 | 107/82 | 107/82 | 102/76 | 90/65 | 78/54 | 68/46 |
| 旗杆市                                   | 43/17 | 46/19 | 51/24 | 59/28 | 69/35 | 79/42  | 82/51  | 79/50  | 74/42  | 63/31 | 51/23 | 43/17 |
| 普雷斯科特                               | 52/24 | 55/26 | 60/31 | 67/37 | 76/45 | 86/53  | 89/60  | 86/59  | 81/51  | 72/40 | 61/30 | 52/24 |
| 哈瓦苏湖城                               | 67/44 | 71/47 | 79/53 | 87/59 | 97/69 | 106/77 | 111/85 | 110/84 | 103/76 | 90/63 | 76/51 | 65/43 |
| 谢拉维斯塔                               | 61/34 | 64/37 | 70/41 | 77/47 | 85/55 | 93/63  | 92/66  | 89/65  | 87/60  | 79/51 | 69/40 | 61/33 |
| 肖洛                                     | 47/23 | 51/27 | 58/31 | 66/36 | 75/45 | 84/53  | 86/59  | 83/57  | 79/51  | 68/40 | 57/30 | 47/23 |